# 帕斯其阿其威寧第122號原住民保留地
帕斯其阿其威寧第122號原住民保留地 (Puskiakiwenin 122)，簡稱為帕斯其阿其威寧122，是一個位於加拿大亞伯達省聖保羅縣，蛙湖克里族的加拿大原住民保留區，屬於第六號編序條約地。此地區位於冷湖市西南方約59（37英里）處，海拔約612（2,008英尺）。

## 資料來源
1. ↑  . Indigenous and Northern Affairs Canada. Government of Canada.   [August 12, 2019].[]
2. ↑  . Statistics Canada. February 8, 2017  [2019-08-10]. （原始内容存档于2018-05-06）.
3. ↑  . Statistics Canada. 2001  [6 January 2010].[]

53°56′38″N 110°26′06″W / 53.944°N 110.435°W